# Спангейм, Фридрих Младший
Фридрих Спангейм (нем. Friedrich Spanheim; 1 мая 1632, Женева — 18 мая 1701, Лейден) — германский кальвинистский богослов и церковный историк швейцарского происхождения.

## Биография
Родился в семье кальвинистского богослова Фридриха Спангейма-старшего; брат Езекиеля Спангейма. Окончил Лейденский университет, 17 октября 1648 года получил степень магистра философии, после чего на протяжении нескольких лет стажировался в области богословия. В 1655 году получил степень доктора богословия в Лейдене, с 1656 года преподавал в звании профессора в Гейдельбергском университете, в 1660 году избирался ректором этого учебного заведения. С 1671 года преподавал в звании профессора церковную историю в Лейденском университете. С 1672 по 1701 год заведовал его библиотекой, участвовал в решении различных организационных вопросов и избирался ректором университета в 1673/74, 1680/81, 1687/88 и 1692/93 учебных годах. Из-за болезни был вынужден оставить преподавание в 1695 году, скончался спустя шесть лет. Был трижды женат.
Был известен как полемист и исследователь истории церкви, имел репутацию ортодоксального богослова. Труды его, за исключением написанных на французском языке, изданы в трех томах, в Лейдене, в 1701—1703 годах. Одним из наиболее известных сочинений является «Brevis Introductio ad historiam utriusque Testamenti» (1694).